# Легуші
Легуші́ —  село в Україні, у Роменському районі Сумської області. Населення становить 1 особу. Входить до складу Липоводолинської селищної громади.
Після ліквідації Липоводолинського району 19 липня 2020 року село увійшло до Роменського району.

## Географія
Село Легуші розташоване на відстані 1 км від сіл Веселе та Шатравине (ліквідоване у 1991 р), за 5 км від селища Липова Долина.
По селу тече струмок, що пересихає із загатою. Поруч проходить автомобільна дорога Т 1913.

## Історія
- Село постраждало внаслідок геноциду українського народу, проведеного урядом СРСР 1923-1933 та 1946-1947 роках.
- До 2019 року орган місцевого самоврядування — Калінінська сільська рада.